# Вулиця Шевченка (Володимир)
Вулиця Шевченка — одна з вулиць Володимира. Починаючись у центрі міста на перетині з вулицею Ковельська прямує на схід до залізничного вокзалу.

## Історія
За свою історю вулиця мала багато імен. Була Колейовою, оскільки вела до залізничного вокзалу. Носила ім'я короля Понятовського, також вождя Леніна, а з прийнттям Незалежності отримала ім'я Тараса Шевченка. До Другої Світової війни та окупації міста було торгове життя. На стіні одного із будинків була збережена вивіска одного із кравців — Боден.
В 1934 році облаштовували вулицю бруківкою, яка збереглась донині.

## Будівлі та установи

### Пам'ятки
- Готель «Краківський» — будинок 1920-х років будівництва, зберігся до сьогодення.

### Пам'ятники
- Пам'ятник в'язням гетто.